# Людмежиці
Людмежиці (пол. Ludmierzyce, нім. Leimerwitz) — село в Польщі, у гміні Кетш Ґлубчицького повіту Опольського воєводства.
Населення — 111 осіб (2011).

## Демографія
Демографічна структура станом на 31 березня 2011 року:
|          | Загалом | Допрацездатний вік | Працездатний вік | Постпрацездатний вік |
| -------- | ------- | ------------------ | ---------------- | -------------------- |
| Чоловіки | 57      | 5                  | 41               | 11                   |
| Жінки    | 54      | 4                  | 32               | 18                   |
| Разом    | 111     | 9                  | 73               | 29                   |